# Trudi Schoop
Trudi Schoop (n. 9 de octubre de 1904 en Zúrich, Suiza - 14 de julio de 1999 en Van Nuys, California) era una bailarina cómica nacida en Suiza, que se convirtió en pionera en el uso del movimiento de la danza para tratar enfermedades mentales.

## Biografía

### Bailarina cómica
Trudi Schoop nació como hija del editor del periódico Neue Zürcher Zeitung, Friedrich Maximilian Schoop (1871–1924) y Emma Olga Schoop Böppli (1873–1959). Fue una bailarina cómico autodidacta y mimo. Su padre, un intelectual rico y ilustre, Presidente del prestigioso Gran Hotel Dolder de Zúrich, ayudó a su carrera, hasta alquilar una noche solo para ella el teatro Schauspielhaus de Zúrich. Schoop actuó en varias giras por los Estados Unidos, bajo el nombre: "Trudi Schoop y sus Dancing Comedians" organizadas por el empresario Sol Hurok que la descubrió en Vienne 1936. La llamaron a menudo la mujer Charlie Chaplin, por su forma de combinar la alegría con el patetismo. Recibió críticas duras y elogios, Thomas Mann la calificó como "Fenomenal". Ha trabajado como bailarina y coreografó en la industria del cine y el teatro. Su hermano Paul Schoop compuso la música para su obra "The blond Marie" con decorados de Oskar Schlemmer. Schoop se quedó en Suiza durante la Segunda Guerra Mundial, y con frecuencia actuó en espectáculos de cabaré antifascistas.

### Terapeuta
A mediados de los 40 empezó a explorar formas en que la danza podría servir como terapia para pacientes esquizofrénicos. Aunque reanudó su gira después de la guerra, disolvió su compañía de danza en 1947 y se mudó a Los Ángeles, California, para dedicarse más a fondo en las terapias.
Entre las varias instituciones médicas de California donde Schoop trabajaba, estaba el Camarillo State Mental Hospital, donde los neuropsiquiatras de la UCLA la recomendaron como terapeuta tras revisar y aprobar sus teorías. Schoop desarrolló lo que ella llamó la técnica del ego corporal, que usaba el movimiento para ayudar a sacar a los pacientes del aislamiento y ayudarlos a responder, en lugar de alejarse del contacto humano. Ella impactó a innumerables personas y es conocido como uno de los fundadores de la Danzaterapia. En Los Ángeles trabajó junto con Tina Keller-Jenny. Muchas personas que estudiaron con ella mencionaron su sentido del humor, calidez y amor.

### Muerte
Falleció con 95 años en su casa de Van Nuys, California y sus cenizas fueron esparcidas en el mar, frente a la costa del Condado de Orange.
- Datos: Q124430
- Multimedia: Trudi Schoop / Q124430